# تالاگاسپه
تالاگاسپه (به لاتین: Talagaspe) یک منطقهٔ مسکونی در سری‌لانکا است که در استان جنوبی (سری‌لانکا) واقع شده‌است.